# Gnetum latifolium
Gnetum latifolium — вид голонасінних рослин класу гнетоподібних.

## Поширення, екологія
Країни проживання: Бруней-Даруссалам; Камбоджа; Індія (Андаманські о-ви, Нікобарські о-ви), Індонезія (Калімантан, Малуку, Папуа, Сулавесі, Суматра); Лаос; Малайзія (півострів Малакка, Сабах, Саравак); М'янма; Папуа Нова Гвінея (архіпелаг Бісмарка, Північні Соломонові острови, Нова Гвінея; Філіппіни; Соломонові острови (Південні Соломони); Таїланд; В'єтнам. Росте в основному у добре дренованих первинних і вторинних лісах на пагорбових хребтах і схилах, також на торф'яних болотах і річкових лісах.

## Використання
Листя їдять як овоч а насіння їдять приготовлене або смажене після видалення покриття насіння з дратівливими волосками. Тим не менше, використання G. latifolium як джерела їжі, ймовірно, не дуже істотне. На Філіппінах кору обробляють, щоб отримати волокна, які можуть бути використані, щоб зробити мотузки, волосіння й рибальські мережі. Мабуть канати дуже міцні і їх цінують.

## Загрози та охорона
Серйозною загрозою для цього виду є втрата середовища проживання. Вид приурочений до вологим тропічним / субтропічний низовини і нижніх гірських лісів, а більшість екорегіонів з цим типом середовища проживання перераховані як ті, що знаходяться під загрозою. Зустрічається в охоронних районах.